# Franz Leitenberger

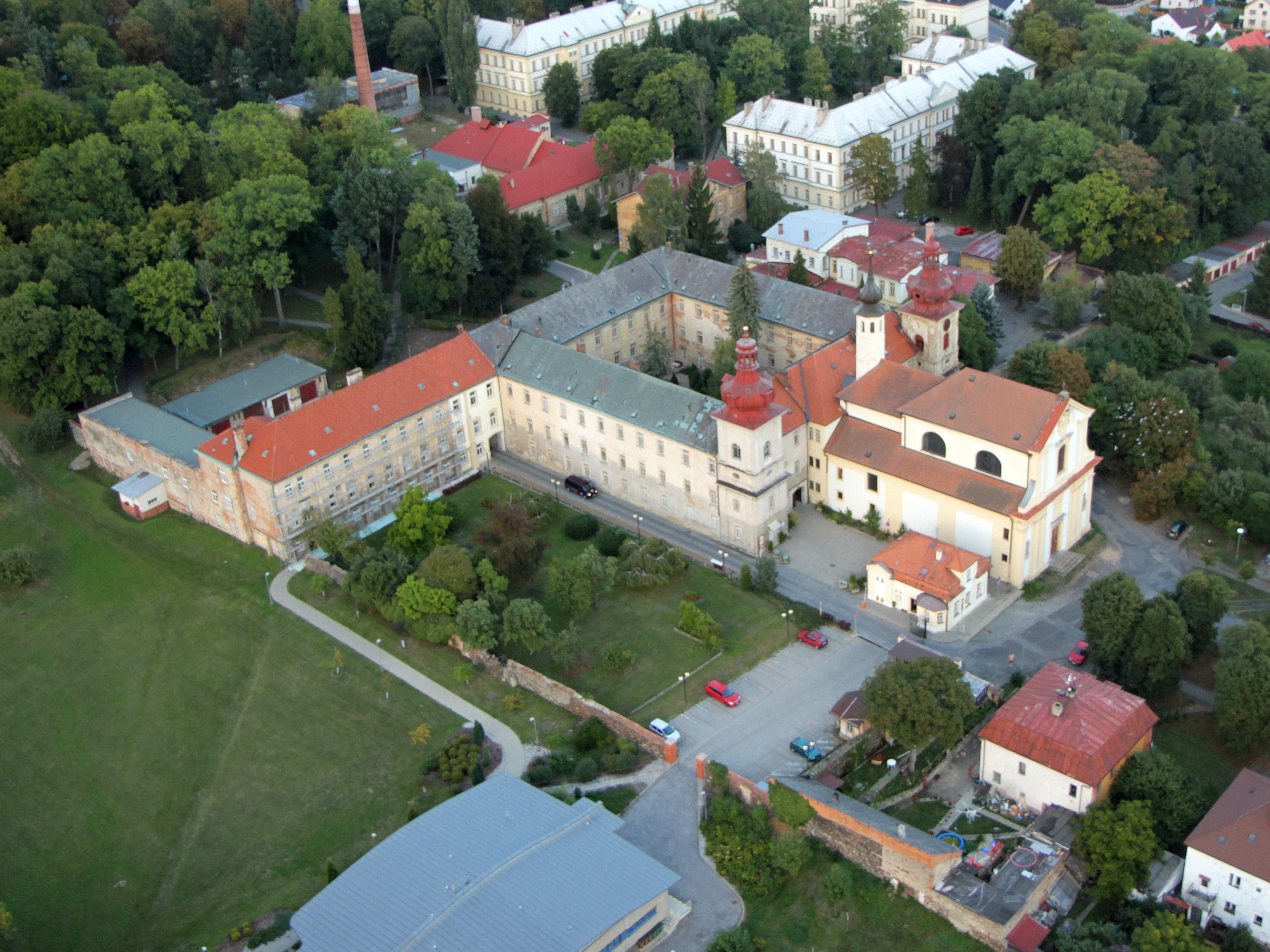
Bývalý klášter v Kosmonosích, v 19. století Leitenbergerova kartounka

Franz Leitenberger (29. července 1761, Verneřice – 7. dubna 1825, Kosmonosy) byl česko-německý podnikatel. 

## Život
Narodil se ve Verneřicích jako nejstarší syn majitele textilní manufaktury Johanna Josefa Leitenbergera. Franz se vyučil tiskařem v rodinném podniku a po několikaleté vandrovnické zkušenosti převzal v roce 1786 spolu s bratrem Ignazem vedení závodu v Nových Zákupech. 
V roce 1793 Franz přesídlil do Josefova Dolu u Kosmonos, kde ho otec pověřil vedením nové kartounky. Zde v roce 1797 Franz koupil budovu bývalého kláštera piaristů, kam umístil velkou tkalcovnu a první stroje mechanické přádelny. (Přádelna byla po několika letech zrušena, protože kvalita příze z nových strojů nebyla dostačující. O kapacitě a době existence tkalcovny není z dostupné literatury nic známo). V roce 1802 angažoval chemika Neumanna, pod jehož technickým vedením dosáhlo Leitenbergerovo zboží světové pověsti. Jeho následovník byl od roku 1807 chemik Ignaz von Orlando, který zavedl v roce 1812 tzv. lápisový tisk (vynalezený v roce 1811). Leitenbergerovy kartouny potiskované touto technikou brzy ovládly trh v habsburské monarchii. Orlando se stal Leitenbergerovým zetěm a v roce 1814 převzal vedení firmy.
Od roku 1829 vedl firmu Franzův starší syn Friedrich spolu se sestrou Johannou a jejím manželem. Pod jménem Franz Leitenbergers Söhne bylo v Josefově Dole v provozu asi 200 tiskařských stolů, jeden válcový stroj a jeden vzorovací stroj Leitenbergerovy vlastní konstrukce. Firma zaměstnávala asi 400 lidí, mimo těch pro Leitenbergera pracovali početní domáčtí tkalci ve mzdě. Pod Friedrichovým vedením začala u Leitenbergerů masová výroba.
Protože Friedrich byl bezdětný, přenechal majetek jedinému synovi svého mladšího bratra Franze, který se také jmenoval Friedrich.